# Jurczagi
Jurczagi (ros. Юрчаги) – wieś (ros. деревня, trb. dieriewnia) w zachodniej Rosji, w osiedlu wiejskim Pionierskoje rejonu smoleńskiego w obwodzie smoleńskim.

## Geografia
Miejscowość położona jest nad rzeką Trostianka, 4,5 km od drogi regionalnej 66K-22 (Szczeczenki – Monastyrszczina), 13 km od drogi federalnej R135 (Smoleńsk – Krasnyj – Gusino), 22 km od drogi federalnej R120 (Orzeł – Briańsk – Smoleńsk – Witebsk), 30 km od drogi magistralnej M1 «Białoruś», 4,5 km od centrum administracyjnego osiedla wiejskiego (Sanniki), 26,5 km od Smoleńska, 23,5 km od najbliższego przystanku kolejowego (Katyń).

## Demografia
W 2010 r. miejscowość zamieszkiwało 16 osób.